# كلودان
كلودان هي قرية في مقاطعة أصفهان، إيران. يقدر عدد سكانها بـ 75 نسمة بحسب إحصاء 2016.